# تپه قلعه گاهنگل
تپه قلعه گاهنگل مربوط به هزاره۱ است و در شهرستان سنندج، بخش کلاترزان، روستای نگل واقع شده و این اثر در تاریخ ۲۳ شهریور ۱۳۸۲ با شمارهٔ ثبت ۱۰۱۷۱ به‌عنوان یکی از آثار ملی ایران به ثبت رسیده است.